# Barb Honchak
Barb Honchak (San Luis, Misuri; 30 de agosto de 1979) es una artista marcial mixta estadounidense retirada. Fue la primera campeona en el peso mosca del Invicta Fighting Championships.

## Primeros años
Nacidos de San Luis (Misuri), creció en la ciudad cercana de Edwardsville (Illinois). Tiene una hermana, Tammy. En su juventud, a Barb le gustaban las actividades al aire libre, como montar a caballo, bucear y acampar. Fue al Edwardsville High School, donde se graduó en 1997. A continuación, obtuvo un título asociado en el Lewis & Clark Community College. Es licenciada en biología molecular por la Western Washington University y tiene un máster en genética ecológica por la Northern Arizona University.
Después de obtener sus títulos, se trasladó al Medio Oeste por la carrera de su prometido, y comenzó a entrenar jiu-jitsu brasileño para la defensa personal con Steve Berger a la edad de 26 años. A partir de ahí, no tardó en participar en un combate amateur de artes marciales mixtas y quedó enganchada a este deporte.

## Carrera en artes marciales mixtas
Honchak fue 8-1 como artista marcial mixta amateur e hizo su debut profesional el 28 de noviembre de 2009.
En su cuarta pelea profesional, Honchak derrotó a Felice Herrig en el Hoosier FC 6 el 14 de enero de 2011.
Honchak ganó tres peleas más en 2011, derrotando a Amber McAvoy y Nina Ansaroff por decisión y a Roxanne Modafferi por sumisión debido a un estrangulamiento por detrás.

### Invicta Fighting Championships
Como primer combate de su contrato de tres peleas, Honchak hizo su debut en Invicta Fighting Championships el 28 de julio de 2012 en Invicta FC 2: Baszler vs. McMann. Derrotó a Bethany Marshall por TKO en la segunda ronda.
El 28 de octubre de 2012, Honchak se enfrentó a Aisling Daly en Invicta FC 3: Penne vs. Sugiyama. Derrotó a Daly por decisión unánime. Esta victoria le valió a Honchak una oportunidad por el título inaugural de peso mosca de Invicta FC el 5 de abril de 2013 en Invicta FC 5: Penne vs. Waterson. Derrotó a la brasileña Vanessa Porto por decisión unánime para convertirse en la primera campeona de peso mosca de Invicta FC.
Honchak se enfrentó a Leslie Smith en Invicta FC 7: Honchak vs. Smith el 7 de diciembre de 2013, defendió con éxito su título de Invicta FC, ganando por decisión unánime. El combate le valió a ambas luchadoras los honores de la Pelea de la Noche.
Honchak se enfrentó a Takayo Hashi en Invicta FC 9 el 1 de noviembre de 2014 y defendió con éxito su título con otra victoria por decisión unánime. Como resultado de la reubicación, tuvo problemas para encontrar un equipo para entrenar, lo que a su vez condujo a la destitución de su título debido a la inactividad.

### The Ultimate Fighter
En agosto de 2017 se anunció que, tras unos años alejada del deporte, Honchak sería una de las luchadoras que participaría en The Ultimate Fighter 26, donde se llevaría a cabo el proceso para coronar a la campeona inaugural de las 125 libras de la UFC.
En la primera ronda, Honchak derrotó a Gillian Robertson por TKO en el segundo asalto, lo que le permitió pasar a la siguiente fase de la competición. En los cuartos de final, Honchak se enfrentó a Rachael Ostovich-Berdon y ganó el combate por decisión unánime tras dos asaltos. En las semifinales, Honchak se enfrentó a Nicco Montaño. Perdió el combate por decisión unánime después de tres asaltos.

### Ultimate Fighting Championship
Honchak estaba programada para enfrentarse a Roxanne Modafferi el 1 de diciembre de 2017 en la final de The Ultimate Fighter 26. Sin embargo, el día del pesaje, Sijara Eubanks fue retirada de la pelea por un fallo renal mientras intentaba hacer el peso y fue reemplazada por Modafferi para enfrentarse a Nicco Montaño. Honchak se enfrentó a Lauren Murphy y perdió el combate por decisión dividida.
La revancha entre Honchak y Roxanne Modafferi fue reprogramada para tener lugar el 6 de julio de 2018 en el UFC TUF 27 Finale. Honchak perdió la pelea por nocaut técnico en el segundo asalto.
Honchak fue liberada por el UFC en agosto de 2018. Desde entonces se ha retirado.

## Récord en artes marciales mixtas
| Resultado | Récord | Oponente          | Método                               | Evento                                            | Fecha                    | Ronda | Tiempo | Localización |
| --------- | ------ | ----------------- | ------------------------------------ | ------------------------------------------------- | ------------------------ | ----- | ------ | ------------ |
| Derrota   | 10–4   | Roxanne Modafferi | TKO (codazos)                        | The Ultimate Fighter: Undefeated Finale           | 6 de julio de 2018       | 2     | 2:32   | Las Vegas    |
| Derrota   | 10–3   | Lauren Murphy     | Decisión (split)                     | The Ultimate Fighter: A New World Champion Finale | 1 de diciembre de 2017   | 3     | 5:00   | Las Vegas    |
| Victoria  | 10–2   | Takayo Hashi      | Decisión (unánime)                   | Invicta FC 9: Honchak vs. Hashi                   | 1 de noviembre de 2014   | 5     | 5:00   | Davenport    |
| Victoria  | 9–2    | Leslie Smith      | Decisión (unánime)                   | Invicta FC 7: Honchak vs. Smith                   | 7 de diciembre de 2013   | 5     | 5:00   | Kansas City  |
| Victoria  | 8–2    | Vanessa Porto     | Decisión (unánime)                   | Invicta FC 5: Penne vs. Waterson                  | 5 de abril de 2013       | 5     | 5:00   | Kansas City  |
| Victoria  | 7–2    | Aisling Daly      | Decisión (unánime)                   | Invicta FC 3: Penne vs. Sugiyama                  | 6 de octubre de 2012     | 3     | 5:00   | Kansas City  |
| Victoria  | 6–2    | Bethany Marshall  | TKO (puñetazos)                      | Invicta FC 2: Baszler vs. McMann                  | 28 de julio de 2012      | 2     | 1:22   | Kansas City  |
| Victoria  | 5–2    | Roxanne Modafferi | Sumisión (estrangulación por detrás) | BEP 5: Breast Cancer Beatdown                     | 1 de octubre de 2011     | 3     | 1:46   | Fletcher     |
| Victoria  | 4–2    | Nina Ansaroff     | Decisión (unánime)                   | Crowbar MMA: Spring Brawl 2                       | 29 de abril de 2011      | 3     | 5:00   | Fargo        |
| Victoria  | 3–2    | Amber McAvoy      | Decisión (unánime)                   | WC: Wright Fights 2                               | 11 de marzo de 2011      | 3     | 5:00   | St. Charles  |
| Victoria  | 2–2    | Felice Herrig     | Decisión (unánime)                   | Hoosier FC 6: New Years Nemesis                   | 14 de enero de 2011      | 3     | 5:00   | Valparaíso   |
| Derrota   | 1–2    | Angela Magaña     | Decisión (split)                     | Ultimate Women Challenge                          | 24 de septiembre de 2010 | 3     | 5:00   | St. George   |
| Derrota   | 1–1    | Cat Zingano       | Decisión (unánime)                   | Fight to Win: Phenoms                             | 30 de enero de 2010      | 3     | 5:00   | Denver       |
| Victoria  | 1–0    | Monica Lovato     | Sumisión (estrangulación por detrás) | KOTC: Horse Power                                 | 28 de noviembre de 2009  | 2     | 3:58   | Mescalero    |

## Enlaces personales
- Barb Honchak en Instagram
- Barb Honchak en X (antes Twitter)
- Esta obra contiene una traducción  derivada de «Barb Honchak» de Wikipedia en inglés, publicada por sus editores bajo la Licencia de documentación libre de GNU y la Licencia Creative Commons Atribución-CompartirIgual 4.0 Internacional.

- Datos: Q13581331